# Libéraux de gauche
Les libéraux de Gauche sont un ancien parti politique luxembourgeois.

## Histoire
Les libéraux de gauche naissent en 1925 de l'éclatement de la ligue libérale qui avait été déchiré par des clivages idéologiques entre les libéraux classiques ou « anciens libéraux », dirigé par le fondateur du parti Robert Brasseur et les progressistes ou « nouveaux libéraux » dirigé par le bourgmestre de Luxembourg Gaston Diderich. Les progressistes se sont regroupés sous la direction de Diderich en tant que parti radical-socialiste, dont le nom reflète son placement plus à gauche par rapport à la ligue libérale, tandis que les « anciens libéraux » forment les libéraux de gauche,.
Le parti participe uniquement aux élections législatives de 1925 où il obtient un siège à la Chambre des députés.
En 1932, Cependant, les différents partis libéraux fusionnent en tant que parti radical-libéral, qui laisse place après la Seconde Guerre mondiale à l'actuel parti démocratique.

## Résultats électoraux
| Année | Voix   | %   | Rang | Sièges |
| ----- | ------ | --- | ---- | ------ |
| 1925  | 39 500 | 2,8 | 8e   | 1 / 47 |